# Leptanilla
Leptanilla Emery, 1870 è un genere di formiche della sottofamiglia Leptanillinae.

## Descrizione
Le operaie sono di piccole dimensioni (inferiori ai 2 mm) e generalmente di colore chiaro.

## Biologia
Le formiche di questo genere sono ipogee e formano colonie di alcune centinaia di individui.

### Comportamento
Alcune specie sono formiche nomadi, infatti non creano un nido permanente ma si spostano continuamente in cerca di cibo. Questo comportamento è molto simile a quello delle formiche legionarie della sottofamiglia Dorylinae.

### Alimentazione
Si cibano di piccoli artropodi che catturano nella lettiera.

### Riproduzione
Alcune specie presentano regine alate e in esse avviene la sciamatura degli individui riproduttori. In altre, le regine sono attere e le nuove colonie si formano per gemmazione.

## Tassonomia
Il genere è composto da 44 specie:
- Leptanilla africana Baroni Urbani, 1977
- Leptanilla alexandri Dlussky, 1969
- Leptanilla astylina Petersen, 1968
- Leptanilla australis Baroni Urbani, 1977
- Leptanilla besucheti Baroni Urbani, 1977
- Leptanilla bifurcata Kugler, 1987
- Leptanilla boltoni Baroni Urbani, 1977
- Leptanilla buddhista Baroni Urbani, 1977
- Leptanilla butteli Forel, 1913
- Leptanilla charonea Barandica, López, Martínez & Ortuño, 1994
- Leptanilla clypeata Yamane & Ito, 2001
- Leptanilla doderoi Emery, 1915
- Leptanilla escheri Kutter, 1948
- Leptanilla exigua Santschi, 1908
- Leptanilla havilandi Forel, 1901
- Leptanilla hunanensis Tang, Li & Chen, 1992
- Leptanilla islamica Baroni Urbani, 1977
- Leptanilla israelis Kugler, 1987
- Leptanilla japonica Baroni Urbani, 1977
- Leptanilla judaica Kugler, 1987
- Leptanilla kebunraya Yamane & Ito, 2001
- Leptanilla kubotai Baroni Urbani, 1977
- Leptanilla kunmingensis Xu & Zhang, 2002
- Leptanilla lamellata Bharti & Kumar, 2012
- Leptanilla minuscula Santschi, 1907
- Leptanilla morimotoi Yasumatsu, 1960
- Leptanilla nana Santschi, 1915
- Leptanilla oceanica Baroni Urbani, 1977
- Leptanilla ortunoi López, Martínez & Barandica, 1994
- Leptanilla palauensis Smith, 1953
- Leptanilla plutonia López, Martínez & Barandica, 1994
- Leptanilla poggii Mei, 1995
- Leptanilla revelierii Emery, 1870
- Leptanilla santschii Wheeler & Wheeler, 1930
- Leptanilla swani Wheeler, 1932
- Leptanilla taiwanensis Ogata, Terayama & Masuko, 1995
- Leptanilla tanakai Baroni Urbani, 1977
- Leptanilla tanit Santschi, 1907
- Leptanilla tenuis Santschi, 1907
- Leptanilla thai Baroni Urbani, 1977
- Leptanilla theryi Forel, 1903
- Leptanilla vaucheri Emery, 1899
- Leptanilla yunnanensis Xu, 2002
- Leptanilla zaballosi Barandica, López, Martínez & Ortuño, 1994

In Italia sono presenti solo Leptanilla doderoi, Leptanilla poggii e Leptanilla revelierii.